# Zyta Rudzka
Zyta Rudzka (*10. října 1964 Varšava) je polská spisovatelka, scenáristka a psycholožka. Je autorkou básní, povídek, románů, scénářů, rozhlasových a divadelních her. Za svou prozaickou i dramatickou tvorbu získala řadu ocenění. Její díla byla přeložena do mnoha jazyků včetně němčiny, češtiny, italštiny, francouzštiny, angličtiny, japonštiny, chorvatštiny a ruštiny.

## Život a dílo
Narodila se ve Varšavě, kde také strávila své dětství. Její otec Zygmunt Rudzki byl chemik, matka Czesława, rozená Zawadzki byla zdravotní sestra. V roce 1982 absolvovala Zyta Rudzka všeobecně vzdělávací školu J. Marti ve Varšavě. V letech 1985–91 studovala psychologii na Filozofické fakultě Katolické teologické akademie ve Varšavě. V roce 1992 získala stipendium od Ministerstva kultury a umění. Věnovala se manželské terapii a arteterapii, psala články o psychologii a sexuologii. Je nositelkou mnoha ocenění, například Gdyňské literární ceny, Gdyňské dramatické ceny, ceny rozhlasu Deutsche Welle, J. Iwaszkiewicze, Stanisława Piętaka. V roce 2023 získala literární cenu Nike a ve stejném roce v Poznani literární cenu Adama Mickiewicze za celoživotní dílo. Psala také scénáře k dokumentárním filmům a televizním pořadům. Od roku 2012 spolupracovala s měsíčníkem Teatr.
Jako spisovatelka debutovala v roce 1989 knihou básní Ruchoma rzeczywistość. V roce 1991 vyšel její první román Białe klisze. Postupně vydala další romány, za které obdržela různé ceny, například za Tkanki miękkie získala v roce 2021 Varšavskou literární cenu a v roce 2023 obdržela literární cenu Nike za román Ten się śmieje, kto ma zęby (Jen zubatí se smějou).
Její první divadelní hra Fruwanie dla ornitologów byla uvedená v roce 2005 pod názvem Seks, chemia i latanie. Její druhé drama Cukier Stanik získalo v roce 2007 hlavní cenu v soutěži Drama Forum „Zrcadlo. Obraz. Iluze“ v Lodži a dostalo se v roce 2008 do finále Gdyňské dramatické ceny.
Povídky publikovala v různých svazcích, například v antologii ORWO v roce 2011.
V roce 1995 získal film Wieczność dla Nikogo, který vznikl podle jejího scénáře, ocenění na Festivalu dokumentárních filmů v Krakově. Filmová verze jejího dramatu Cukier stanik v režii Agaty Puszczové získala v roce 2016 Zlatou cenu Remi na festivalu nezávislého filmu Worldfest Independent Festival v Houstonu.
Rozhlasová hra Nawigacja nocą se dostala v roce 2009 mezi finalisty Národního festivalu nových polských rozhlasových her.

### Poezie
- Ruchoma rzeczywistość, 1989

### Próza
- Białe klisze, 1991
- Uczty i głody, 1995
- Pałac Cezarów, 1997
- Mykwa,1999
- Dziewczyny Bonda, 2004
- Ślicznotka doktora Josefa, 2006
- Krótka wymiana ognia, 2018
- Tkanki miękkie, 2020
- Ten się śmieje, kto ma zęby, 2022

### Divadelní hry
- Kursy fruwania dla ornitologów, 2005
- Fastryga, 2006
- Cukier Stanik, 2007
- Eskimos w podróży służbowej, 2008
- Pęknięta, obwiązana nitką, 2010
- Zimny Bufet, 2011
- Mamka, 2014

### Česky vydané knihy
- Jen zubatí se smějou, 2024 (Ten się śmieje, kto ma zęby, 2022)[14]